# Objetiva retilínea
Em fotografia, uma objetiva retilínea (ou lente retilínea) é uma objetiva fotográfica que produz imagens onde suas características verticais, tais como as paredes de edifícios, aparecem em linhas retas, em vez de curvas. Em outras palavras, ela é uma lente com pouca ou nenhuma distorção em barril ou em almofada. Particularmente em ângulos amplos, contudo, a perspectiva retilínea fará com que os objetos apareçam cada vez mais esticados e alargados à medida que se aproximem do quadro. Estes tipos de lentes são frequentemente utilizadas para criar efeitos de perspectiva forçada, como na trilogia do Senhor dos Anéis.